# Andrew Cuomo
Andrew Mark Cuomo (* 6. prosince 1957 Queens) je americký politik, spisovatel a právník, člen Demokratické strany. Mezi lety 2011 až 2021 sloužil jako 56. guvernér státu New York. Jeho otec Mario Cuomo byl guvernérem téhož státu v letech 1983–1994.
Narodil se v New Yorku, absolvoval Fordham University a Albany Law School na Union University. Svoji kariéru začal jako manažer kampaně svého otce, poté pracoval jako pomocný obvodní státní zástupce v New Yorku. Následně působil v soukromé sféře jako právník. Založil Housing Enterprise for the Less Privileged (HELP USA) a mezi lety 1990 a 1993 byl předsedou komise pro bezdomovectví v New Yorku (New York City Homeless Commission). V roce 1993 se stal pomocným členem v administrativě Billa Clintona, mezi lety 1997 a 2001 působil ve vládě na pozici ministra pro bydlení a městský rozvoj (U.S. Secretary of Housing and Urban Development). V roce 2006 byl jmenován vrchním státním zástupcem v New Yorku.
V roce 2010 byl zvolen guvernérem státu New York a od té doby byl dvakrát znovuzvolen. Během jeho působení v úřadě došlo k uzákonění řady iniciativ – legalizace sňatků osob stejného pohlaví, zpřísnění podmínek držení zbraní, placená rodičovská dovolená, aktivity související s bojem proti současné změně klimatu, rozšiřování možností interrupcí.

## Rodina
Cuomo se narodil v newyorské čtvrti Queens jako nejstarší syn z pěti dětí Maria a Matildy Cuomo. Jeho rodiče byli oba italského původu – rodiče jeho otce pocházeli z Nocera Inferiore a Tramonti v jižní Itálii, rodiče jeho matky pocházeli ze Sicílie (otec matky z Messiny). Jeho mladší bratr Chris Cuomo je novinář v CNN. Jeho starší sestra Margaret Cuomo je uznávaná radioložka.

## Politická kariéra
V roce 2002 kandidoval na guvernéra. Přestože zpočátku byl kandidátem s velkými šancemi, kvůli nevhodné kritice guvernéra v souvislosti s událostmi následujícími po útocích z 11. září 2001 jeho popularita klesla a on z demokratických primárek odstoupil.
V roce 2006 vyhrál s 58 % volby na generálního prokurátora státu New York proti advokátce Jeanine Pirro.
Když se Hillary Clinton stala ministryní zahraničí, guvernér státu New York David Paterson měl zajistit náhradníka na její pozici v Senátu. Spolu s Cuomem byla zvažována Caroline Kennedy, nakonec došlo k nominaci Kirsten Gillibrand.
V letech 2010, 2014 a 2018 vyhrál volby guvernéra státu New York. V primárkách porazil vyzyvatele z demokratické strany – jeho protivníky byli Zephyr Teachout (2014) a Cynthia Nixonová (2018)

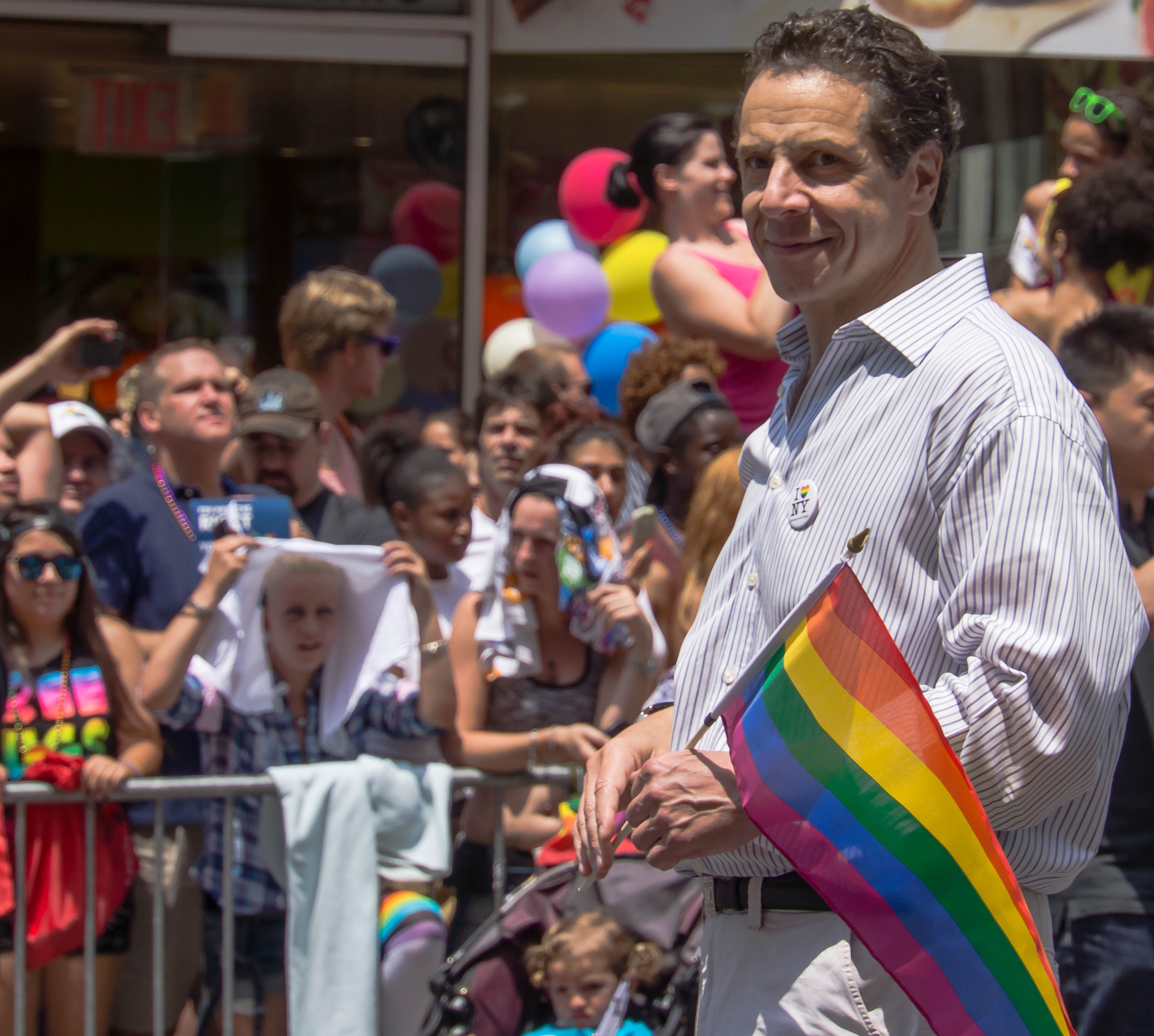
Andrew Cuomo na gay pridu v roce 2013

Podepsal legalizaci interrupcí po 24. týdnu těhotenství, pokud je ohroženo zdraví matky či dítě není životaschopné. Na oslavu nechal nasvítit Světové obchodní centrum na růžovo. Interrupci označil za základní lidské právo.
V roce 2020 v pozici guvernéra čelil dopadu pandemie covidu-19.
V roce 2021 čelil kritice, že guvernérovi vysoce postavení poradci zasáhli do zprávy z roku 2020 o obětech covidu-19 v domovech důchodců a původně uvedený součet zemřelých nahradili nižším.
V srpnu 2021 ohlásil po nařčení ze sexuálního obtěžování ze strany několika žen rezignaci na svou funkci s odůvodněním, že se sice k ženám nikdy záměrně nechoval neuctivě, ale že boj proti „politicky motivovanému útoku“ proti jeho osobě by New York vystavil chaosu a toho nechce být příčinou.
V roce 2025 se zúčastnil primárek Demokratické strany na funkci starosty New Yorku, ve kterých jej však porazil Zohran Mamdani.